# Блафтон (тауншип, Миннесота)
Блафтон (англ. Bluffton) — тауншип в округе Оттер-Тейл, Миннесота, США. На 2000 год его население составило 474 человека.

## География
По данным Бюро переписи населения США площадь тауншипа составляет 85,4 км², из которых 85,4 км² занимает суша, а 0,1 км² — вода (0,09 %).

## Демография
По данным переписи населения 2000 года здесь находились 474 человека, 168 домохозяйств и 131 семья.  Плотность населения —  5,6 чел./км².  На территории тауншипа расположено 180 построек со средней плотностью 2,1 построек на один квадратный километр. Расовый состав населения: 99,16 % белых, 0,21 % азиатов, 0,21 % — других рас США и 0,42 % приходится на две или более других рас. Испанцы или латиноамериканцы любой расы составляли 0,42 % от популяции тауншипа.
Из 168 домохозяйств в 39,3 % воспитывались дети до 18 лет, в 67,3 % проживали супружеские пары, в 5,4 % проживали незамужние женщины и в 22,0 % домохозяйств проживали несемейные люди. 16,1 % домохозяйств состояли из одного человека, при том 7,7 % из — одиноких пожилых людей старше 65 лет. Средний размер домохозяйства — 2,82, а семьи — 3,19 человека.
28,9 % населения — младше 18 лет, 9,5 % — в возрасте от 18 до 24 лет, 24,7 % — от 25 до 44, 26,2 % — от 45 до 64, и 10,8 % — старше 65 лет. Средний возраст — 38 лет. На каждые 100 женщин приходилось 111,6 мужчин.  На каждые 100 женщин старше 18 приходилось 114,6 мужчин.
Средний годовой доход домохозяйства составлял 45 179 долларов, а средний годовой доход семьи —  48 611 долларов. Средний доход мужчин —  28 897  долларов, в то время как у женщин — 17 143. Доход на душу населения составил 18 379 долларов. За чертой бедности находились 5,8 % семей и 8,3 % всего населения тауншипа, из которых 13,3 % младше 18 и 12,2 % старше 65 лет.